# Landesamt für Besoldung und Versorgung Nordrhein-Westfalen
Das Landesamt für Besoldung und Versorgung Nordrhein-Westfalen (LBV NRW) ist eine Landesoberbehörde mit 1214 Bediensteten, davon 124 Anwärter und Auszubildende (Stand: Oktober 2019), in Nordrhein-Westfalen mit Sitz in Düsseldorf.

## Geschichte
Das LBV geht zurück auf die am 1. April 1956 gegründete „Zentrale Besoldungsstelle für die Polizei“ (ZBStPol), in der die Zahlbarmachung der Bezüge für alle Polizeidienststellen des Landes NRW zusammengefasst wurde. Der Erfolg bei der Zentralisierung unter der Leitung des Polizeiamtmanns Pick führte dazu, die zentrale Bezügebearbeitung zunächst auf den gesamten Geschäftsbereich des Innenministeriums und die Betreuung der Versorgungsempfänger auszudehnen und in der „Zentralen Besoldungs- und Versorgungsstelle im Geschäftsbereich des Innenministers“ (ZBVIM) zu bearbeiten. Die ZBVIM wurde 1959 gegründet und übernahm sukzessive in den Jahren 1967 bis 1978 die Bezügezahlung der Beamten und Versorgungsempfänger der anderen Ressorts der Landesverwaltung. Daraus resultierte ab dem 11. Mai 1965 die Umbenennung in „Landesamt für Besoldung und Versorgung“. In der zweiten Hälfte der 1960er Jahre wurde auch die Betreuung der Angestellten und Arbeiter im Landesdienst und die Gewährung von Beihilfen an die Versorgungsempfänger auf das LBV übertragen. Aus dieser zeitlichen Abfolge ergibt sich, warum die Bereiche Entgeltzahlung und Beihilfe nicht Bestandteil des Behördennamens sind.
Im Januar 2010 hat die Behörde erstmals mit allen Abteilungen in einem Neubau im nördlichen Stadtteil Derendorf auf dem aufgelassenen Gelände der alten Militär- und späteren Polizeikaserne ihren Platz gefunden. Zuvor war das Landesamt seit seiner Gründung immer auf verschiedene Liegenschaften im Stadtgebiet von Düsseldorf und im benachbarten Neuss verteilt untergebracht gewesen. Die beiden Außenstellen (Köln und Münster) sind, als Untermieter in den dortigen Liegenschaften der Oberfinanzdirektion, bestehen geblieben.

### Direktorinnen und Direktoren des LBV
- Kurt Erzberger (1959–1975)
- Günter Venohr (1976–1983)
- Ferdinand Leifeld (1983–1988)
- Renate Spiecker (1988–1999)
- Jutta Schuck (1999–November 2012)
- Reinhard Buschkamp (Dezember 2012–Mai 2022)[5]
- Andrea Kampmann (seit 1. Juni 2022)

## Aufgaben
Das Landesamt ist quasi das „Lohnbüro“ des Bundeslandes Nordrhein-Westfalen und die größte Bezüge zahlende Stelle des öffentlichen Dienstes in der Bundesrepublik Deutschland.
Es ist zuständig
- für die Berechnung und Zahlbarmachung der Bezüge aller Landesbediensteten (Beamte wie Tarifbeschäftigte),
- für die Berechnung und Zahlbarmachung der Versorgungsbezüge,
- für die Berechnung und Zahlbarmachung der Beihilfen sowohl für die aktiven Beamten der Finanzverwaltung NRW als auch für sämtliche landesweite Ruhestandsbeamte sowie deren Hinterbliebene,
- für die Erteilung von Auskünften über Versorgungsanwartschaften an die Familiengerichte.

Derzeit betreut das LBV mit rund 816 seiner Bediensteten in der Zahlfallbetreuung ca. 696.800 Zahlfälle, die sich wie folgt verteilen:
- rund 280.300 Beamte
- rund 195.600 Entgeltempfänger
- rund 220.900 Versorgungsempfänger

Zu diesen Personengruppen gehörten bis zum 28. Februar 2021 rund 140.000 Kindergeldberechtigte mit zusammen etwa 225.000 Kindern. Damit war das LBV zugleich die größte Familienkasse des öffentlichen Dienstes im Bundesgebiet.
Mit Ablauf des 28. Februar 2021 wurden die Kindergeldzahlfälle in die Zuständigkeit der Familienkasse bei der Bundesagentur für Arbeit abgegeben.
Seit dem Jahr 2005 ist das Landesamt prüfende Behörde für die Versorgungsangelegenheiten der privaten und kirchlichen Träger der staatlich anerkannten Ersatzschulen in Nordrhein-Westfalen. Das Landesamt nimmt diese Prüfaufgabe gemäß § 11 Absatz 3 der Verordnung über die Finanzierung von Ersatzschulen (Ersatzschulfinanzierungsverordnung – FESchVO) für die Bezirksregierungen als Schulaufsichtsbehörden wahr (sog. Prüfmodell). Die Schulträger haben die Möglichkeit, vom Prüfmodell in das sog. Einkaufsmodell zu wechseln. Im Einkaufsmodell übernimmt das Landesamt die Festsetzung der Versorgungsbezüge, deren Auszahlung und die laufende Betreuung der Zahlfälle gegen Zahlung einer jährlichen Kostenpauschale. Vom Einkaufsmodell machen auch einige kleinere Körperschaften des öffentlichen Rechts Gebrauch, die ihre Versorgungsempfänger nach dem nordrhein-westfälischen Landesrecht versorgen. Anfang 2021 wurden insgesamt rund 7.000 Zahlfälle im Prüf- und im Einkaufsmodell betreut.

## Organisation
Die Behörde gliedert sich seit dem 1. Februar 2023 in sechs Abteilungen, die wiederum in Referate – als kleinste Organisationseinheit – aufgeteilt sind.
Seit der Reorganisation am 1. März 2023 verfügt die Behördenleitung über zwei Stellvertretungen.
Aufgrund des hohen täglichen Postaufkommens von bis zu 7.200 Poststücken hat das LBV seit Einführung der fünfstelligen Postleitzahlen eine eigene Großempfängeradresse: 40192 Düsseldorf.